# شو وي
شو وي (بالصينية: 徐薇) هي لاعبة كرة الريشة صينية، ولدت في 27 يناير 1995 في سيتشوان في الصين.

## وصلات خارجية
- شو وي على موقع BWF.tournamentsoftware.com (الإنجليزية)
- شو وي على موقع BWFbadminton.com (الإنجليزية)